# NGC 1636
NGC 1636 è una galassia a spirale situata nella costellazione dell'Eridano, a una distanza di circa 198 milioni di anni luce dalla nostra Via Lattea.

## Scoperta
La galassia è stata scoperta il 30 gennaio 1786 dall'astronomo britannico di origine tedesca William Herschel.

## Descrizione
NGC 1636 ha una classe di luminosità I-II e presenta una larga riga a 21 cm dell'idrogeno neutro. È inoltre una galassia attiva del tipo Seyfert 2.